# Seznam zápasů severokorejské fotbalové reprezentace na MS
Severokorejská fotbalová reprezentace byla celkem 2x na mistrovstvích světa ve fotbale a to v letech 1966, 2010.
- Aktualizace po MS 2010 - Počet utkání - 7 - Vítězství - 1x - Remízy - 1x - Prohry - 5x

| Číslo | Soupeř            | Výsledek | MS      | Fáze turnaje       | Góly Severní Korea                           |
| ----- | ----------------- | -------- | ------- | ------------------ | -------------------------------------------- |
| 1.    | Uruguay           | 0 – 3    | MS 1966 | základní skupina D | Ne                                           |
| 2.    | Chile             | 1 – 1    | MS 1966 | základní skupina D | Pak Seung-Zin                                |
| 3.    | Itálie            | 1 – 0    | MS 1966 | základní skupina D | Pak Doo-Ik                                   |
| 4.    | Portugalsko       | 3 – 5    | MS 1966 | čtvrtfinále        | Pak Seung-Zin, Lee Dong-Woon, Yang Sung-Kook |
| 5.    | Brazílie          | 1 – 2    | MS 2010 | základní skupina G | Či Jun-Nam                                   |
| 6.    | Portugalsko       | 0 – 7    | MS 2010 | základní skupina G | Ne                                           |
| 7.    | Pobřeží slonoviny | 0 – 3    | MS 2010 | základní skupina G | Ne                                           |